# AS-201

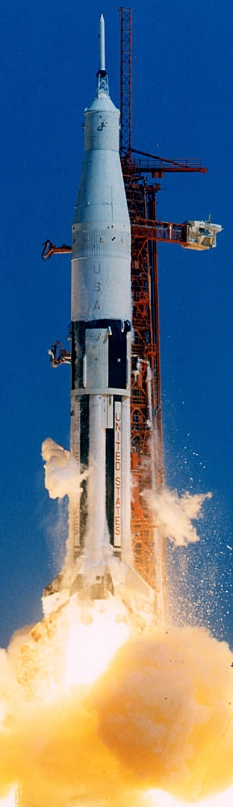
Lancement

AS-201 est la toute première mission (sans passagers) du programme spatial Apollo, ayant accusé de nombreux reports de tir à cause de problèmes techniques.
Les objectifs de la mission étaient :
- premier vol de la fusée Saturn S-IB ;
- test de séparation entre le 1er et le 2e étage ;
- test du bouclier thermique de la capsule Apollo.

## Résumé

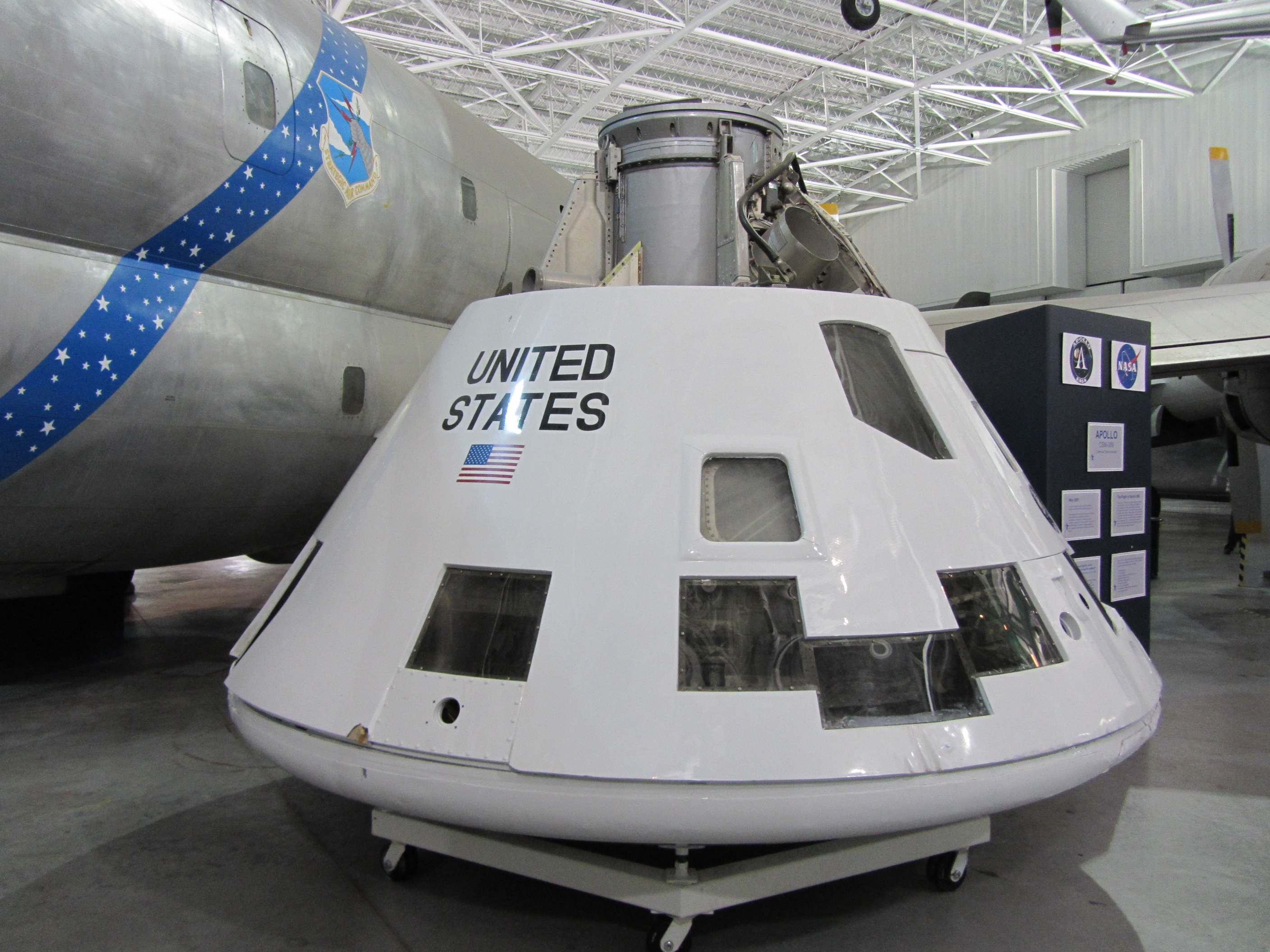
Le module de commande exposé.

La fusée décolle le 26 février 1966 depuis le complexe 34 pour un vol suborbital emmenant le module de commande et de service (CSM-009). Le vol est émaillé d'incidents divers, notamment le fait que le module de service ne fonctionne que pendant 80 secondes et qu'une défaillance électrique dans le module de commande perturbe le contrôle d'orientation pendant le retour sur terre.  
Ayant atteint l'altitude de 500 km, le module de commande redescend vers l'Océan Atlantique et l'atteint au terme d'un vol de 37 minutes. En raison de la perte de données des capteurs, le test du bouclier thermique n'est pas jugé satisfaisant.  
Le vaisseau est récupéré par le porte-avions Boxer. Il est depuis exposé au Strategic Air and Space Museum à Ashland (Nebraska).
Pour des raisons techniques, les missions suivantes seront inversées, le vol AS-203 ayant eu lieu le 5 juillet 1966 et étant suivi par le vol AS-202 le 25 août 1966.